# Попов, Николай Харитонович
Николай Харитонович Попов (3 [15] мая 1864, станица Урюпинская, область Войска Донского — 1919, станица Морозовская) — священнослужитель Русской православной церкви, протоиерей. Прославлен в лике святых Русской православной церкви в 2006 году как священномученик. Память святого — 13 марта по юлианскому календарю (26 марта по новому стилю) и в Соборе новомучеников Российских.

## Биография
Родился 3 мая 1864 года в станице Урюпинской Хопёрского округа Области Войска Донского в семье войскового чиновника, основателя Донского музея и исследователя донских древностей Харитона Ивановича Попова и дочери священника Александры Петровны. В семье было десять детей: четыре сына — Николай, Пётр, Александр, Иван и шесть дочерей — Екатерина (дочь от первого брака отца), Неонила, Серафима, Мария, Ольга и ещё одна Мария. После рождения Николая семья переехала в Новочеркасск, где он окончил мужскую гимназию, после чего поступил в Харьковское земледельческое училище. Служил в 12-м Донском полку.
В 1891 году Николай поступил на пятый курс Донской духовной семинарии, которую окончил в 1893 году. В том же году архиепископом Донским и Новочеркасским Макарием был хиротонисан во диакона Успенской церкви станицы Аксайской. В это же время Николай Харитонович женился на дочери священника Зинаиде Георгиевне Желткевич. В браке родились дочери Феодора, Елена, Юлия, Мария, Александра и сын Николай. В ноябре 1894 года архиепископом Донским и Новочеркасским Донатом хиротонисан во пресвитера молитвенного дома во имя Успения Божией Матери хутора Колодезного станицы Мигулинской. Усилиями отца Николая в феврале 1895 года на хуторе была открыта церковно-приходская школа, а 1 сентября 1896 года при молитвенном доме — второклассная школа с учительскими и сельскохозяйственными курсами, ремесленными отделениями, в которой отец Николай преподавал Закон Божий с 1896 по 1901 год.
В апреле 1901 года был переведён настоятелем в Иоанно-Богословскую церковь хутора Верхне-Гнутова станицы Есауловской. После начала гражданской войны отец Николай продолжал исполнять свои пастырские обязанности, несмотря на наступление Красной армии. В начале 1919 года священник переболел тифом. Вскоре Николай Попов был арестован местным ревкомом и 23 марта 1919 года перевезён на станцию Морозовскую. Морозовским ревтрибуналом  священнику был вынесен смертный приговор. 26 марта отец Николай смог передать записку семье, в которой писал жене и детям, «чтобы они простили всё своим врагам, простили и его мученическую смерть».
Летом 1919 г. священник Александр Скибенко, отвечая на вопросы анкеты Особой комиссии по расследованию злодеяний большевиков при Главнокомандующем Вооруженными силами на Юге России [генерал-лейтенант А. И. Деникин. – Д. Щ.], сообщал, что в пределах прихода Иоанно-Богословской церкви хутора Верхне-Гнутова случаев прямого запрещения или препятствий к посещению церковной службы, к преподаванию Закона Божия, удаления икон из школ не было. В этой же анкете он свидетельствует:
«Протоиерей местной церкви Николай Харитонович Попов (брат настоящаго председателя Совета управляющих отделами Всев[еликого] В[ойска] Д[онского]), едва начавший выходить из дома после пересеннаго сыпного тифа 24 с[его]/г[ода] марта был арестован местным Советом, и отправлен на станцию Морозовскую в окружной Трибунал, где в ночь на 27-е тоже марта [9 апреля по новому стилю.  – Д. Щ.] был зарублен. Тело его 5-го с[его]/г[ода] июля [18 июля по новому стилю. – Д. Щ.] было найдено со знаками рубленых ран (причем голова едва держалась на небольшой части тонкой кожи), перевезено в приход и погребено в церковной ограде.
Других насилий над духовными лицами, над членами их семейств, разграблений их имущества, разграбления имущества церкви, святотатства, кощунства или другого какого либо касательства большевиков к церкви, ея установлениям и обрядам не наблюдалось».  
В еженедельном православно-христианском журнале, издаваемом при Донской духовной семинарии, комитет Донского епархиального общества взаимного вспоможения обращался с просьбой к священно-церковнослужителям епархии «внести в церковные синодики на вечное поминовение в графу о упокоении имена рабов Божиих... прот[оиерея] Николая, Таисии и Федора (Поповых)». 

## Канонизация
17 июля 2006 года на заседании Священного синода РПЦ по представлению Ростовской епархии священник Николай Попов был причислен к лику святых новомучеников и исповедников Российских. Был установлен день его памяти — 13 (26) марта.